# انگیرا دار
انگیرا دار (به انگلیسی: Angira Dhar) بازیگر هندی است.
از فیلم‌هایی که وی در آن نقش داشته‌است می‌توان به کماندو ۳، باند ۳۴ و عشق در هر فوت مربع اشاره کرد.